# Allianz für Menschenrechte, Tier- und Naturschutz
Die Allianz für Menschenrechte, Tier- und Naturschutz (Tierschutzallianz) ist eine Kleinpartei, die sich im November 2013 als Abspaltung der Tierschutzpartei gründete. Nach eigenen Angaben war der Grund hierfür die nicht ausreichende Abgrenzung der Tierschutzpartei vom rechten Spektrum. Sie fordert in der Tierschutzpolitik ein uneingeschränktes Verbandsklagerecht für Tierschützer, die Abschaffung der Massentierhaltung, von Tierversuchen und Jagd. In der Bürgerrechtspolitik werden die Einführung von Volksentscheiden auf Bundesebene, die Senkung der Sperrklausel auf drei Prozent, mehr Opferschutz bei Verbrechen und die Gleichberechtigung der Geschlechter gefordert.

## Wahlen
Bei der Landtagswahl in Sachsen-Anhalt 2016 trat die Allianz für Menschenrechte, Tier- und Naturschutz mit einer Landesliste und vier Direktkandidaten an. Auf sie entfielen 2.651 Erststimmen und 11.653 Zweitstimmen, was nicht für ein Mandat ausreichte, womit sie aber erstmals die für die Parteienfinanzierung auf Landesebene bedeutsame 1-%-Hürde übersprang.
Bei der Landtagswahl in Baden-Württemberg 2016 trat die Partei ausschließlich im Landtagswahlkreis Tuttlingen-Donaueschingen an und erreichte 480 Stimmen.
Bei der Wahl zum Abgeordnetenhaus von Berlin 2016 erhielt sie 277 Erststimmen.
Bei der Bundestagswahl 2017 erhielt sie 6.114 Erststimmen und 32.221 Zweitstimmen, was einem Anteil von 0,1 % entspricht.
Die Partei trat erstmals zur Europawahl am 26. Mai 2019 an und erhielt dort 0,2 % der Stimmen. Bei den Kommunalwahlen am selben Tag erreichte die Partei ein Mandat im Stadtrat von Magdeburg, zwei in Schönebeck (Elbe) und einen in Tuttlingen sowie einen Sitz im Kreistag von Tuttlingen.
Bei der Bundestagswahl 2021 trat sie nur in Sachsen-Anhalt mit einer Landesliste an, wo sie 1,1 % der Zweitstimmen erhielt.

## Landesverbände
Es bestehen Landesverbände in fünf Bundesländern.
|                                    | Landesverband     | Vorsitzender                          | Gründungsdatum | Ergebnis der letzten Wahl des Landesparlaments | Ergebnis der Bundestagswahl 2021 |
| ---------------------------------- | ----------------- | ------------------------------------- | -------------- | ---------------------------------------------- | -------------------------------- |
| Baden-Württemberg                  | Baden-Württemberg | kommissarisch durch den Bundesverband | 2015           | n. a. (2021)                                   | n. a.                            |
| Bayern                             | Bayern            | kommissarisch durch den Bundesverband | 2017           | n. a. (2018)                                   | n. a.                            |
| Berlin                             | Berlin            | Hans-Joachim Demski                   | 2015           | n. a. (2021)                                   | n. a.                            |
| Rheinland-Pfalz                    | Rheinland-Pfalz   | kommissarisch durch den Bundesverband | 2016           | n. a. (2021)                                   | n. a.                            |
| Sachsen-Anhalt                     | Sachsen-Anhalt    | Josef Fassl                           | 2015           | 0,5 % (2021)                                   | Zweitstimmen 13.672 1,1 %        |
| Legende - n. a. – nicht angetreten |                   |                                       |                |                                                |                                  |